# Charlie's Angels: Full Throttle
Charlie's Angels: Full Throttle (bra: As Panteras - Detonando; prt: Charlie's Angels: Potência Máxima ou Os Anjos de Charlie - Potência Máxima) é um filme americano de 2003, o segundo da série Charlie's Angels para o cinema. Foi lançado nos Estados Unidos no dia 27 de junho de 2003 e foi o número um por semanas e arrecadou mundialmente mais de 259 milhões de dólares. Fora também um dos primeiros títulos lançados no formato Blu-ray. O filme tem como protagonistas Cameron Diaz, Drew Barrymore e Lucy Liu teve como antagonistas Demi Moore, Justin Theroux e Rodrigo Santoro.

## Elenco
| Ator                     | Papel                  |
| ------------------------ | ---------------------- |
| Cameron Diaz             | Natalie Cook           |
| Drew Barrymore           | Dylan Sanders          |
| Lucy Liu                 | Alex Munday            |
| Demi Moore               | Madison Lee            |
| Bernie Mac               | Jimmy Bosley           |
| Luke Wilson              | Pete                   |
| Matt LeBlanc             | Jason Gibbons          |
| John Cleese              | Sr. Munday             |
| John Forsythe            | Charles Townsend (voz) |
| Shia LaBeouf             | Max                    |
| Robert Patrick           | Ray Carter             |
| Rodrigo Santoro          | Randy Emmers           |
| Jaclyn Smith             | Kelly Garret           |
| Justin Theroux           | Seamus                 |
| Crispin Glover           | Homem Magro Assustador |
| Mary-Kate e Ashley Olsen | Elas mesmas            |

## Recepção
No agregador de críticas dos Estados Unidos, o Rotten Tomatoes, na pontuação onde a equipe do site categoriza as opiniões da  grande mídia e da mídia independente apenas como positivas ou negativas, o filme tem um índice de aprovação de 41% calculado com base em 186 comentários dos críticos. Por comparação, com as mesmas opiniões sendo calculadas usando uma média aritmética ponderada, a nota alcançada é 5,1/10 que é seguida do consenso é "clírio para os olhos de quem não precisa de um filme para ter um enredo ou para que faça sentido".
Em outro agregador de críticas também dos Estados Unidos, o Metacritic, que calcula as notas das opiniões usando somente uma média aritmética ponderada de determinados veículos de comunicação em maior parte da grande mídia, o filme tem uma pontuação de 48 entre 100, alcançada com base em  39 avaliações da imprensa anexadas no site, com a indicação de "revisões mistas ou neutras".

## Principais prêmios e indicações
MTV Movie Awards 2004 (EUA)
- Indicado nas categorias de melhor seqüência de ação, melhor seqüência de dança e melhor vilão (Demi Moore).

Framboesa de Ouro
- Vencedor nas categorias Pior Sequência ou Remake e Pior Atriz Coadjuvante (Demi Moore).
- Indicado nas categorias Pior Filme, Pior Atriz (Cameron Diaz), Pior Atriz (Drew Barrymore) e Pior Roteiro.